# Alchemilla stellulata
Alchemilla stellulata es una especie de planta del género Alchemilla, perteneciente a la familia Rosaceae.

## Taxonomía
Alchemilla stellulata fue descrita por Serguéi Yuzepchuk en 1938.

## Distribución
Se encuentra en el territorio del Cáucaso septentrional y Transcaucasia.